# 廣州炒飯

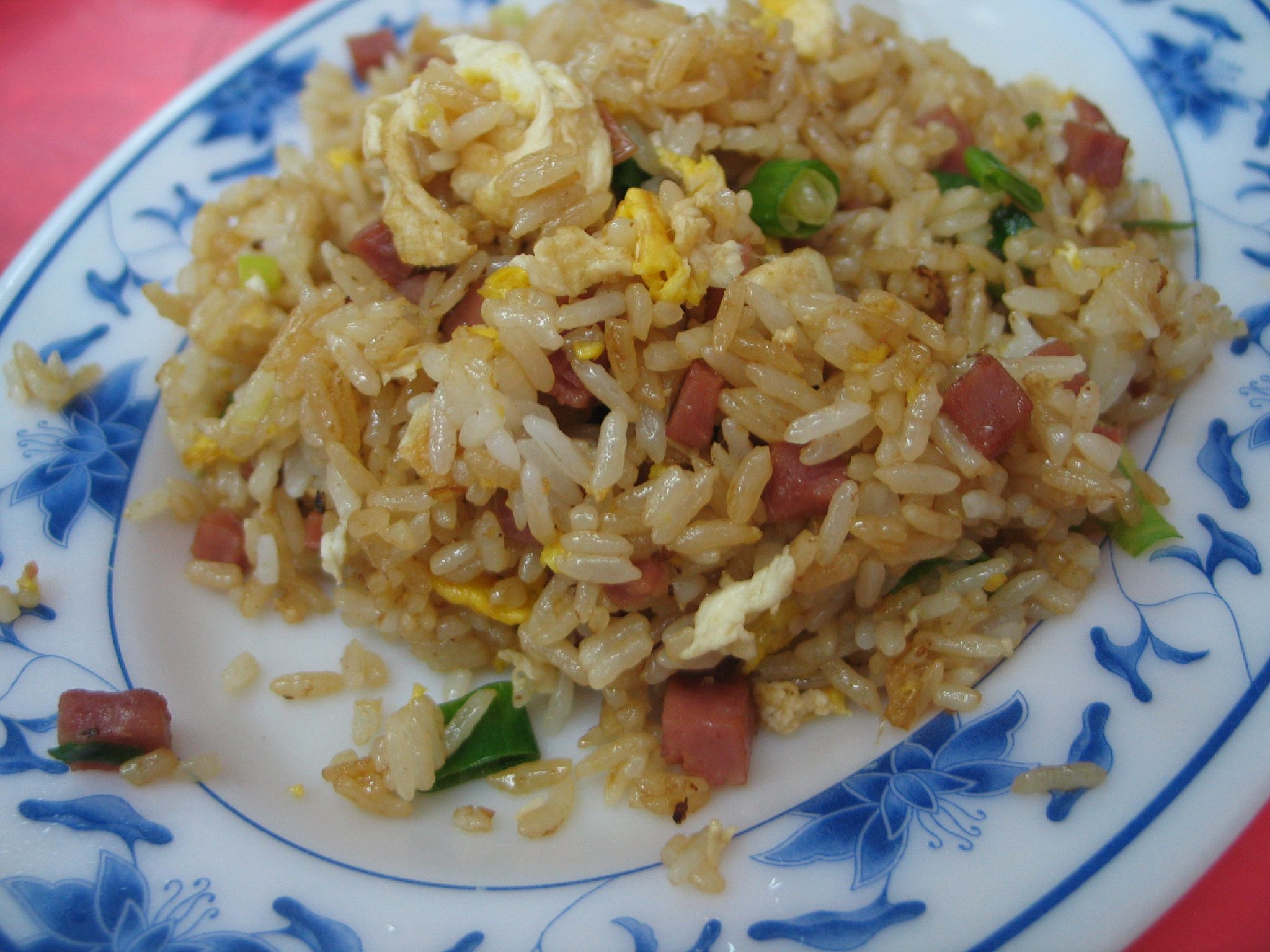

廣州炒飯又名廣式炒飯（英語：Canton Fried Rice），是中國的一種炒飯，其來源暫不可考。與港式炒飯類似，廣州炒飯亦是揚州炒飯的變種。用料上沒有一定的標準，而普遍做法是使用香腸、洋蔥、雞蛋、毛豆及紅蘿蔔等材料與飯，或者是以叉燒肉、蝦仁、雞蛋與飯炒成（即揚州炒飯）。飯可以是隔夜飯、也有的是剛煮好的飯。有些食店會提供生菜包捲炒飯供顧客食用。
此外，亦有人稱廣式炒飯和港式炒飯是一樣的東西，亦有持相反意見的。